# Кольцеево
Кольцеево — деревня в Вологодском районе Вологодской области.
Входит в состав Кубенского сельского поселения (с 1 января 2006 года по 8 апреля 2009 года входила в Борисовское сельское поселение), с точки зрения административно-территориального деления — в Борисовский сельсовет.
Расстояние до районного центра Вологды по автодороге — 43 км, до центра муниципального образования Кубенского по прямой — 12 км. Ближайшие населённые пункты — Филисово, Борисово, Городок, Новое, Сараево, Федотово.
По переписи 2002 года население — 66 человек (27 мужчин, 39 женщин). Преобладающая национальность — русские (94 %).